# Saljan
Saljan är ett distrikt i Azerbajdzjan. Det ligger i den sydöstra delen av landet, 110 km sydväst om huvudstaden Baku. Antalet invånare är 117 170.
Följande samhällen finns i Saljan:
- Salyan
- Arbatan
- Qarabağlı
- Qaraçala
- Şorsulu
- Dzhindyrly
- Sarvan
- Kür Qaraqaşlı
- Boranykend
- Maryshly
- Pambykkend
- Kerimbeyli
- Çuxanlı
- Aşağı Noxudlu
- Qızılağac
- Parcha-Khaladzh
- Peyk
- Sovkhoz Kara-Chala
- Piratman
- Salmanlı
- Xurşud
- Quyçu
- Alçalı
- Xocalı

Omgivningarna runt Saljan är i huvudsak ett öppet busklandskap. Runt Saljan är det ganska tätbefolkat, med 52 invånare per kvadratkilometer.